# أستربيليات
رتبة الأستربيليات (الاسم العلمي: Austrobaileyales) هي رتبة نباتية تتبع صف الثنائيات الفلقة من شعبة المستورات البذور.

## 
تضم هذه الرتبة 3 فصائل نباتية هي:
- رتبة الأستربيليات
  - الفصيلة الأستربيلية وتضم جنس واحد هو:
    - جنس الأستربيل

  - الفصيلة الشزندرية وتضم ثلاث أجناس هم:
    - جنس الإلسيوم
    - جنس الكدسورة
    - جنس الشزندرة

  - الفصيلة التريمينية وتضم جنس واحد هو:
    - جنس التريمينة